# Padiglioni Güell
I Padiglioni Güell sono degli edifici che si trovano a Barcellona e realizzati dell'architetto modernista Antoni Gaudí.
Nel 1883, Eusebi Güell concluse l'acquisto di diversi poderi situati nell'attuale Zona Universitària di Barcellona (allora si trovava nel comune di Les Corts de Sarrià) e affidò i lavori ad Antoni Gaudí, incarico che avrebbe inaugurato un duraturo rapporto professionale e di amicizia.
Güell fece collocare l'accesso principale sul lato settentrionale del podere perché fosse vicino al viale che portava alla strada Barcellona-Sarrià, che l'industriale percorreva partendo dalla rambla dove abitava.
Il ferro ha un particolare rilievo tra i materiali utilizzati; il cancello dell'ingresso carrabile della Villa Güell è una delle migliori testimonianze della predilezione di Gaudí per questo materiale, dato che mostra la trasformazione di elementi di ferro industriale - molle, maglie, catene, pannelli - in arte tramite il lavoro artigianale. Gli elementi inoltre furono saldati tramite l'uso dell'elettricità. Il drago rappresentato nel cancello e il pilastro attiguo interpretano una delle fatiche di Ercole (il fondatore di Barcellona): il furto delle mele d'oro dal giardino delle esperidi.
L'edificio è formato da due corpi: una lunga navata e il maneggio (destinato all'addestramento dei cavalli da tiro e all'apprendimento dell'arte di montare). Una pietra rotonda con la 'G' di Güell scolpita indica il centro della sala.